# 浦和地区

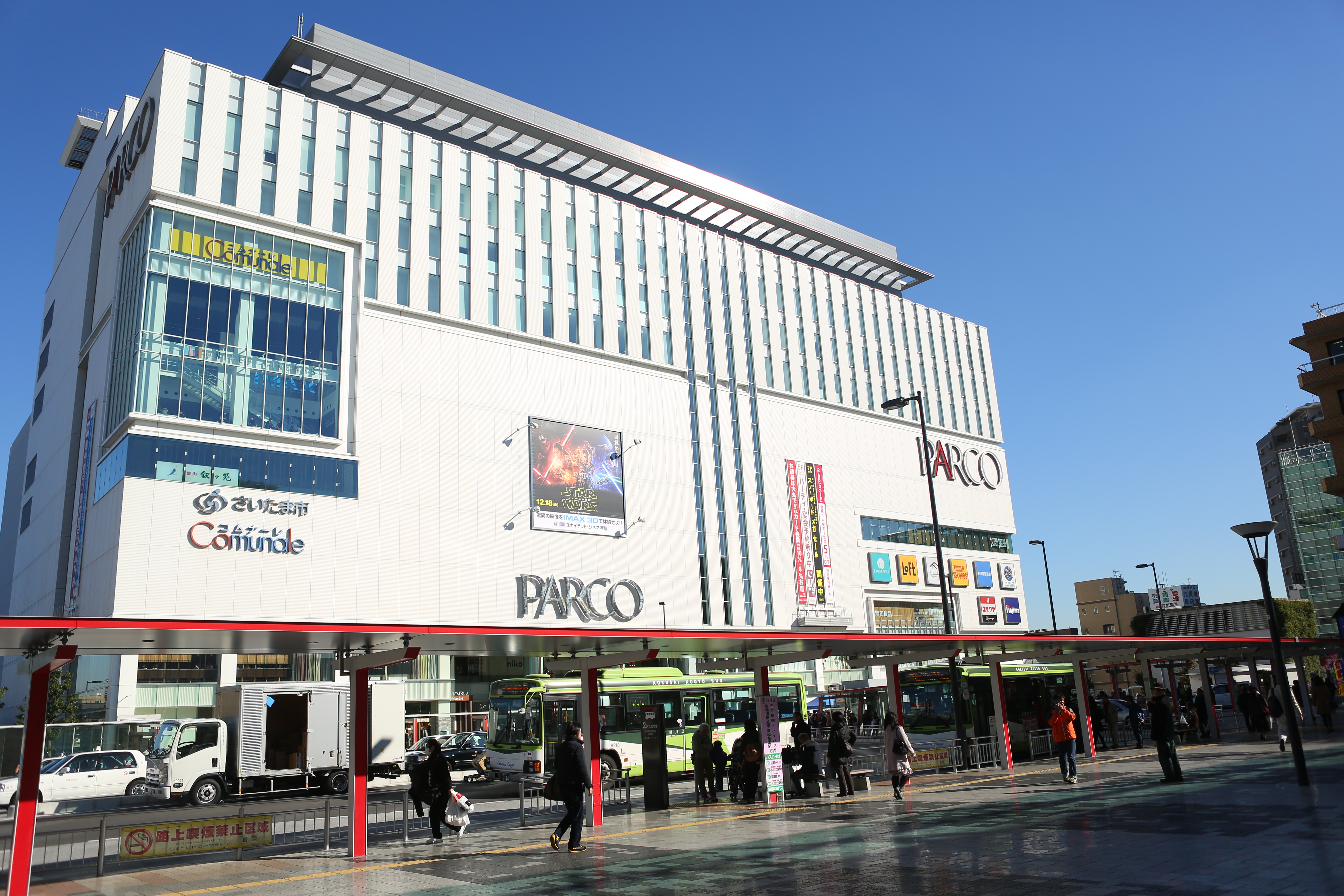
浦和駅前と浦和パルコ

浦和地区（うらわちく）は、埼玉県さいたま市南部の旧浦和市域や浦和駅周辺を指す地域総称。

## 概要
広義にはさいたま市の南部の旧浦和市域（概ね桜区・浦和区・南区・緑区）を指した地域名である。浦和駅周辺を指す場合もある。

## 地区人口
旧浦和市域 (70.41 km2) の人口は598,542人となっている。最も人口が多いのは南区の195,544人で、浦和区、緑区、桜区と続く。
なお、さいたま市を構成する旧大宮市域 (89.47 km2) の人口は541,259人である。

## 歴史
江戸時代に浦和は天領となり、当時の浦和宿の中心地であった常盤町に浦和御殿が設けられた。江戸から三番目の宿場である中山道浦和宿は宿場町として栄えていたが、江戸から近すぎたため市街地はあまり広がらず、もっぱら街道沿いの高台に集住していた。
その後明治時代には廃藩置県により浦和に埼玉県庁が置かれ、1883年に埼玉県最古となる浦和駅が開業し、県都の町としてさらなる発展を続けた。入間県を編入して川越が最も人口のある都市となったが、浦和も県都として各種行政施設のほか、埼玉県師範学校（明治6年に学制改正局として発足し翌年改称）を皮切りに、旧制浦和高等学校などの学校が次々と開設され、全国から優秀な学生が集まるようになり、日本有数の文教都市へと発展した。
1923年の関東大震災で東京や横浜は壊滅的被害を受け、多くが浦和に転居し人口が急激に増加した。とくに罹災した文化人の多くが環境の良い鎌倉や浦和へ転居し、「鎌倉文士に浦和画家」として有名になった。とくに別所沼周辺には住居やアトリエを構えていたこともあった。現在も画家は多く居住する。また、浦和駅からは出版業界の多く立地する都心へ利便が良く、定住者は多かった。また都心から近い上に、閑静な好立地も相まって、現在でも首都圏有数の高級住宅地としても発展し、県内最大の市民所得（総市民所得、1人あたり市民所得ともに）を有する。
その後、木崎村（大字北袋を除く）、谷田村を合併し市域を拡大した1934年、川越市、熊谷市、川口市に次ぐ県内4番目となる市制施行を行った。浦和市になってからも尾間木村、三室村、六辻町、土合村、大久保村、美園村を合併し市域を東西に広げ、人口は50万人に迫った。鉄道も武蔵野線・埼京線などの国鉄線が開業し、都内および県内他都市と結ぶ鉄道交通も発達した。中でも埼京線開業とともに誕生した武蔵浦和駅周辺では開発が進んだ。さらに埼玉高速鉄道線開業後には浦和美園駅周辺でも大規模開発が始まり、現在も市街地を広げている。
2001年5月1日、浦和市・大宮市・与野市が合併し、さいたま市が発足。2003年4月1日にはさいたま市が政令指定都市に移行し、旧浦和市域からは4つの行政区が誕生した。なお、大原六丁目・七丁目は大宮区に、上木崎一丁目の一部は新都心となって中央区に属することとなった。

## 浦和地区の行政区

### 全域が旧浦和市域の行政区
- 桜区
  - 旧土合村（田島・南元宿・西堀・桜田・町谷・新開・栄和・道場・中島・山久保）
  - 旧大久保村（大久保領家・上大久保・下大久保・神田・白鍬・在家・宿・塚本・五関・昭和）
- 浦和区
  - 旧浦和町（常盤・仲町・東仲町・高砂・東高砂町・岸町・東岸町）
  - 旧木崎村（前地・本太・駒場・元町・瀬ヶ崎・領家・大東・北浦和・針ヶ谷・上木崎・木崎・皇山町・大原・三崎）
- 南区
  - 旧六辻町・土合村（別所・白幡・根岸・辻・沼影・四谷・文蔵・神明・鹿手袋・関・松本・内谷・曲本）
  - 旧谷田村（南浦和・南本町・太田窪・大谷口・円正寺・広ヶ谷戸）
- 緑区
  - 旧谷田村（原山・太田窪）
  - 旧三室村（道祖土・山崎・三室・大道・三浦・新宿・宮後・宮本・馬場・松木・芝原・見沼）
  - 旧尾間木村（中尾・大間木・大牧・蓮見新田・下山口新田・東浦和）
  - 旧美園村（上野田・寺山・高畑・中野田・代山・南部領辻・大崎・間宮・北原・玄蕃新田・下野田・大門・東大門・美園）

### 旧浦和市域を含む行政区
- 大宮区 - 大原六丁目・七丁目
- 中央区 - 上木崎一丁目の一部（現在は新都心の一部）

## 主な地域特色
合併前の旧浦和市から合併後の旧浦和市域を通して様々な面から浦和の特徴を記す。住宅地の歴史に関しては浦和区#住宅地としてを参照。

### 世帯所得
浦和地区の中でも中心となる浦和区や南区には明治時代より東京都内へ通勤する医師や官僚、社長などが多く居住した。浦和区の年間収入1000万円以上の世帯が占める割合は15.3% で、国内市区町村中13位となっている。
また、市内の住宅地公示地価の上位1位から5位を浦和区内で占めており、1位の高砂は東京23区内を除いて国内で最も住宅地地価の高い地点となっている。

### 学校

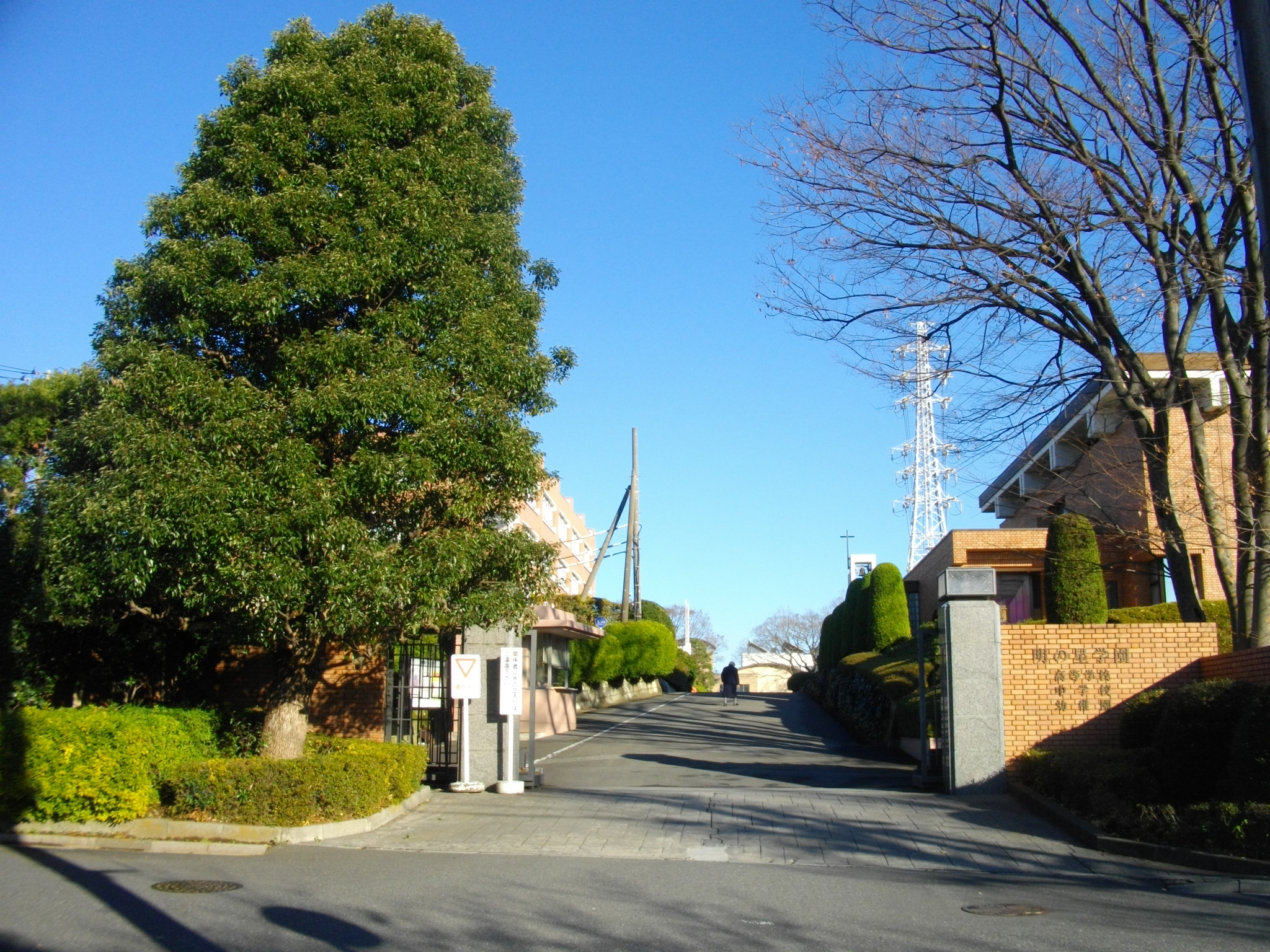
浦和明の星高等学校

文教都市とうたわれる浦和のゆえんとして、伝統ある学校の存在が大きい。1921年に国内20番目の官立高等学校として旧制浦和高等学校が設立され、文科・理科よりなる修業年限3年の高等科が設置された。東京帝国大学（東京大学）への進学率は旧制第一高等学校についで2位の位置を占め、全国各地から優秀な生徒が浦和に集まった。その後旧制高校は新制大学に昇格吸収されて埼玉大学となったが、旧制浦和中学校を前身とした新制埼玉県立浦和高等学校は公立高校で東京大学合格者数が全国1位になることもあった。
以下は旧浦和市域にある大学・高等学校・国立中学校の一覧と特色。
- 埼玉大学
- 浦和大学
- 慶應義塾大学浦和共立キャンパス
- 埼玉県立浦和高等学校 - 国内有数の公立進学校として著名である。スーパーグローバルハイスクール。
- 埼玉県立浦和第一女子高等学校 - スーパーサイエンスハイスクール。
- 埼玉県立浦和東高等学校 - 川島永嗣などサッカー選手を多く輩出。
- 埼玉県立浦和西高等学校 - 進学校として知られ、県内では少数派の私服校。
- 埼玉県立浦和北高等学校
- 埼玉県立浦和工業高等学校
- 埼玉県立浦和商業高等学校
- さいたま市立浦和中学校・高等学校 - 旧浦和市立高校。
- さいたま市立浦和南高等学校 - 全国高等学校サッカー選手権大会で3度優勝している。県内の公立校としては初めて校庭芝生化がなされた。
- 浦和明の星女子中学校・高等学校
- 浦和学院高等学校 - 第85回記念選抜高等学校野球大会優勝校。
- 浦和実業学園中学校・高等学校
- 青山学院大学系属浦和ルーテル学院小学校・中学校・高等学校
- 浦和麗明高等学校
- 埼玉大学教育学部附属中学校

### スポーツ

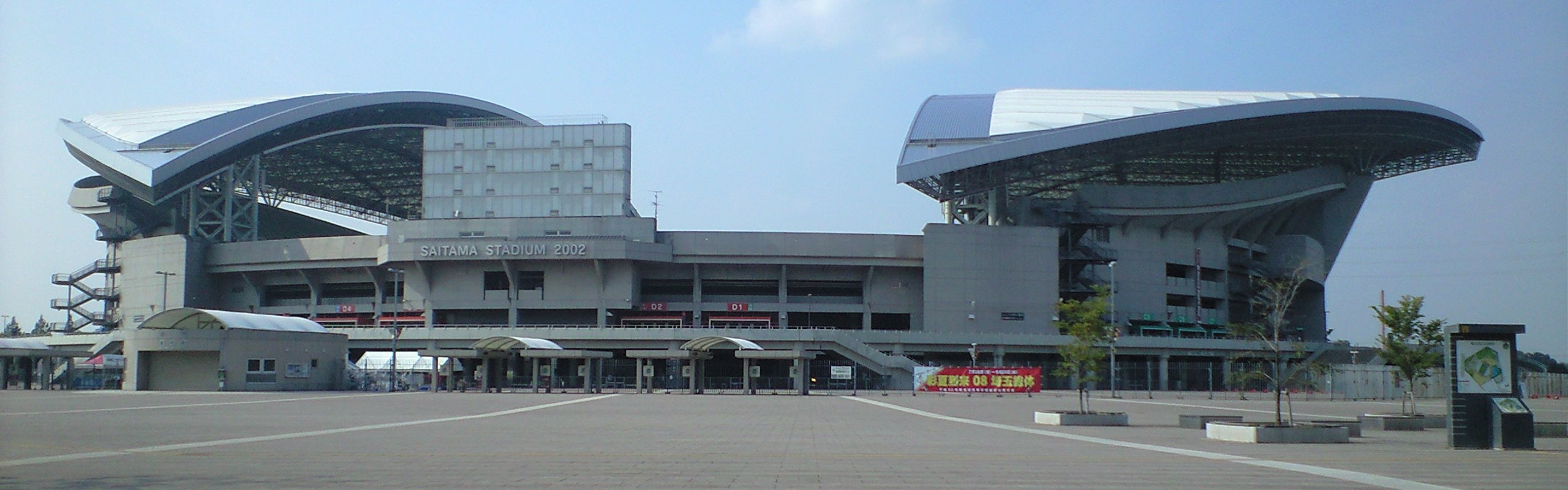
埼玉スタジアム

現在のさいたま市役所付近に置かれた埼玉県師範学校（現・埼玉大学教育学部）が1937年の全国中等学校蹴球大会（現・全国高等学校サッカー選手権大会）で初優勝し、初めて優勝旗が箱根の山を越えて以来、1950年代から1970年代にかけて浦和高校・浦和西高校・浦和市立高校・浦和南高校が次々と全国制覇し、埼玉県は静岡県や広島県とともにサッカー御三家と称された。
1992年にはJリーグが発足。三菱重工業サッカー部を母体とし、浦和に本拠地を置くのプロサッカークラブ浦和レッズが誕生した。2006年にJ1優勝を果たす。さらに2007年・2017年・2022年のAFCチャンピオンズリーグで優勝するなどサッカーの街としての地位を守り続けている。浦和の本拠地の一つである埼玉スタジアムは緑区にあり、日本国内最大の63,700人を収容できるスタジアムで、2002 FIFAワールドカップでは日本代表の初戦や準決勝戦などが行われた。2020年東京オリンピックではサッカー種目の会場となっている。
野球では浦和学院高等学校の甲子園出場回数は23回（夏13回、春10回）で春夏ともに埼玉県内最多であり、2013年の選抜高校野球大会では優勝した。また、日本通運硬式野球部は都市対抗野球大会に40回出場しており、優勝経験もある。
その他プロバスケットボールでは桜区のさいたま市記念総合体育館や浦和区の浦和駒場体育館などがさいたまブロンコス（B3.LEAGUE所属）のホームアリーナとなっている。

### 浦和の駅

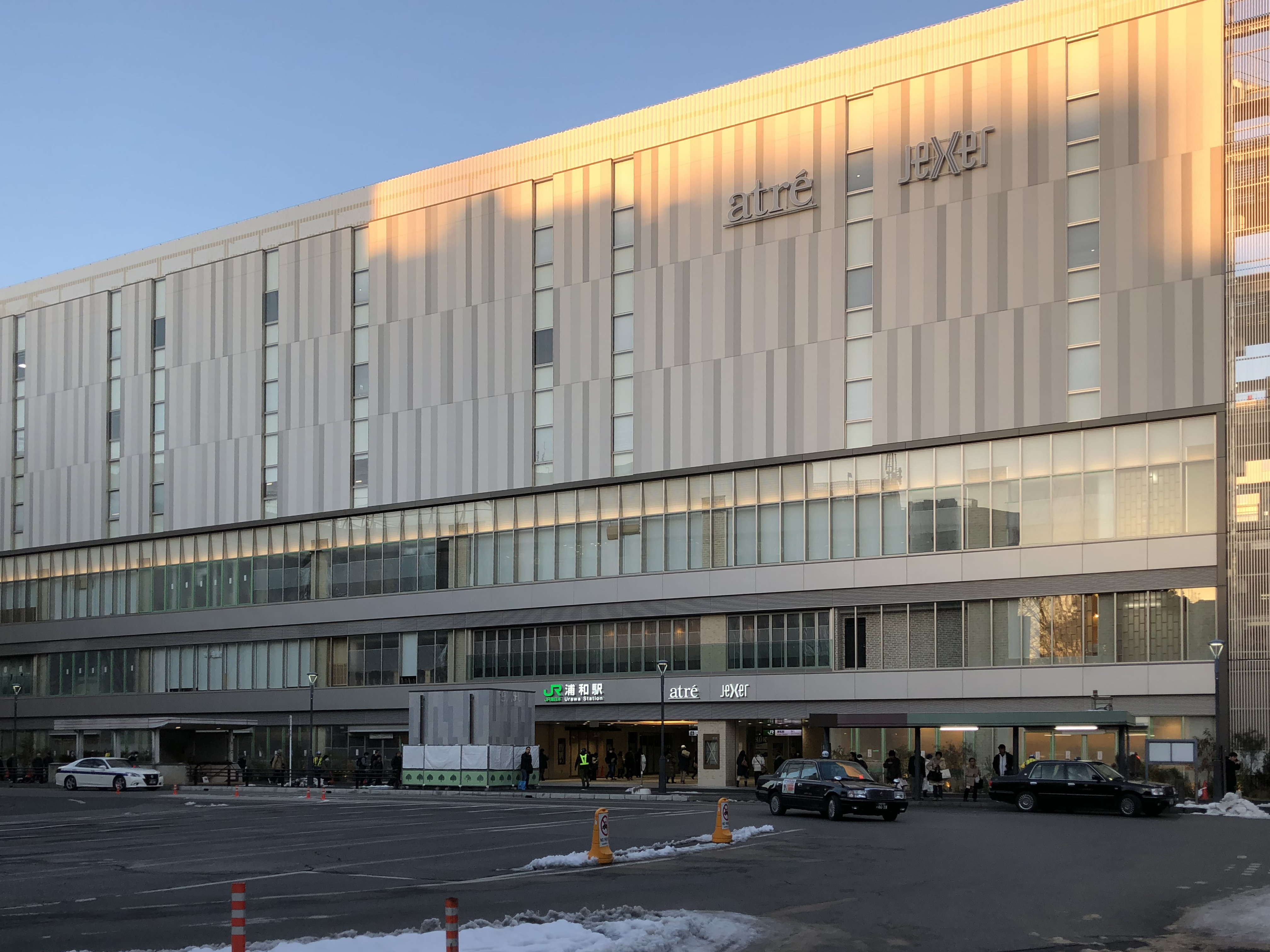
浦和駅西口

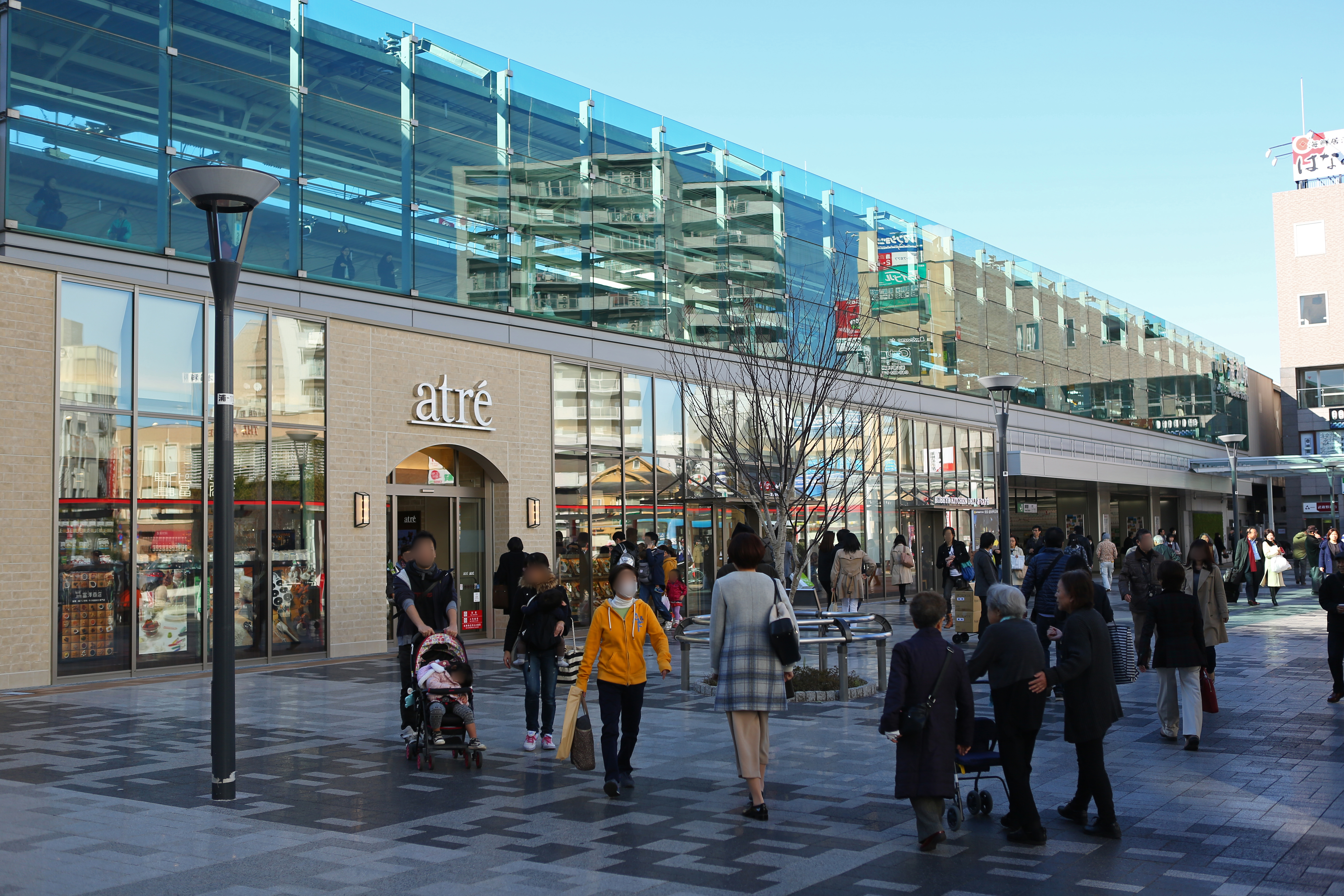
浦和駅東口

- 東西を結ぶ路線、南北を結ぶ路線が充実している。旧浦和市域の鉄道駅は与野駅を除いて8駅すべて「浦和」がつく。多くは東京のベッドタウンとして宅地化が進んだ。市域の駅周辺の特徴を述べる。

#### 「浦和」が付く駅
- 浦和区
  - 浦和駅（京浜東北線・宇都宮線・高崎線・湘南新宿ライン） - 埼玉県庁やさいたま市役所、さいたま地方裁判所、埼玉県警察本部などがある行政の中枢となっている一方、駅前は伊勢丹浦和店や浦和パルコ・アトレなどの商業施設でにぎわいを見せている。旧浦和市域の中心となる駅である。
  - 北浦和駅（京浜東北線） - 北浦和公園があり、閑静な住宅街が広がる。また埼玉県立浦和高等学校やさいたま市立浦和中学校・高等学校の最寄り駅となっており、学生でにぎわう。
- 南区
  - 南浦和駅（京浜東北線・武蔵野線） - 予備校や塾が多い。
  - 武蔵浦和駅（埼京線・武蔵野線） - 周辺はさいたま市の副都心の一つであり、超高層マンションが林立する。
  - 中浦和駅（埼京線） - 別所沼公園に近く、宿泊施設もあり、閑静な住宅街が広がっている。
- 桜区
  - 西浦和駅（武蔵野線） - 荒川の河川敷や秋ヶ瀬公園、彩湖などがある。
- 緑区
  - 東浦和駅（武蔵野線） - 土地区画整理事業が進み、整然とした住宅地となっている。見沼田んぼでは開発が厳しく規制されている。
  - 浦和美園駅（埼玉高速鉄道線） - 区画整理によりみそのウイングシティが造成されている。駅北側に埼玉スタジアム2002が所在。

### 道路
東西・南北に幹線道路が走る。
南北をつなぐ道路
- 東北自動車道
  - 浦和インターチェンジ
  - 浦和料金所
- 首都高速埼玉大宮線
- 国道17号現道（中山道）
- 国道17号新大宮バイパス - 旧浦和市域では全区間で首都高速埼玉大宮線の高架下を通っている。
- 旧中山道（埼玉県道213号曲本さいたま線、国道463号、埼玉県道65号さいたま幸手線、埼玉県道164号鴻巣桶川さいたま線）
- 埼玉県道35号川口上尾線（産業道路）
- 第二産業道路（埼玉県道1号さいたま川口線本線）
- 埼玉県道57号さいたま鴻巣線の一部区間
- 埼玉県道79号朝霞蕨線のうち埼玉県道40号さいたま東村山線（志木街道）と重複する区間を除く区間
- 埼玉県道165号大谷本郷さいたま線
- 埼玉県道105号さいたま鳩ヶ谷線（日光御成街道）
- 都市計画道路大谷場高木線の一部区間

東西をつなぐ道路
- 東京外環自動車道
  - 外環浦和インターチェンジ
- 国道298号（旧浦和市域では全区間外環道の高架下を通っている）
- 国道463号現道のうち越谷街道、県庁通り、埼大通り、および浦和所沢バイパス（一部区間で重複する国道254号のバイパスを意味する）
- 国道463号越谷浦和バイパス
- 埼玉県道・東京都道40号さいたま東村山線（志木街道）
- 都市計画道路道場三室線
- 都市計画道路町谷本太線（市役所通り・越谷街道など）
- 都市計画道路田島大牧線（日の出通りなど）
- 都市計画道路大谷場高木線の一部区間
- 新六間道路（六間通り交差点以西は県道57号さいたま鴻巣線本線）
- 浦高通り
- 北宿通り
- 南陸橋通り

### 食文化（うなぎの蒲焼）
旧浦和市域は現在も残る別所沼や藤右衛門川付近の上谷沼など、沼地や河川が多く、ウナギが多く獲れた。そのため浦和宿周辺ではウナギを蒲焼にしてふるまう店ができ、蒲焼発祥の地となった。現在も江戸時代から中山道にある創業170年以上の老舗である山崎屋、150年の老舗の小島屋など創業100年を超える多くの老舗ウナギ店が軒を連ねている。また、浦和うなこちゃんというゆるキャラがやなせたかしによって作成され、さいたま市観光大使に任命されるなど、さいたま市主導でウナギ料理のPRも行っている。浦和駅前や別所沼公園には、うなこちゃんの石像が設置され、待ち合わせスポットにもなっている。手に持つ団扇は季節により取り替えられている。毎年5月には浦和のうなぎをPRする浦和うなぎまつりと称される祭典（イベント）も開催される。

## 施設・史跡
旧浦和市域にある主な施設を挙げる。学校施設などは上記やさいたま市を参照。
桜区では、温浴施設を備えたごみ処理センターである桜環境センターが2015年に開業した。
浦和区は埼玉県の行政機関の中枢となっており、様々なインフラ設備の本部、政党本部、文化施設、メディアが密集している。2000年以上の歴史を持つ調神社や、関東地方の真言宗寺院の中核となっていた平安時代建立の玉蔵院など多数の史跡もある。商業施設としては浦和駅西口に伊勢丹浦和店があり、伊勢丹新宿店に次ぐ二番目の売上となっている。東口には浦和パルコがあり、単体ビルではパルコ最大の規模である。浦和駅の駅ビルである浦和アトレも開業した。西口再開発地区の高層マンションの低層階に商業施設の建設が予定されている。
南区では武蔵浦和周辺の再開発事業で超高層マンションの建設が続き、今後は未開発のケーズデンキ跡地や聖みどり病院周辺の再開発が検討される。
緑区では浦和美園駅前に図書館や支所を含む複合施設が完成しており、2020年を目途に順天堂大学付属病院が開院する予定となっている。

### 桜区

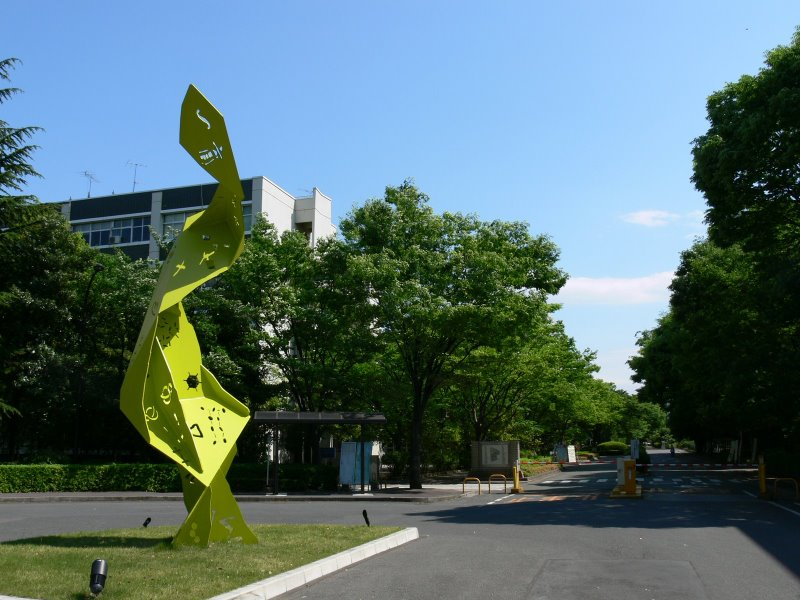
埼玉大学正門

- プラザウエスト - 桜区役所、桜図書館などの複合施設
- 埼玉大学
- さいたま市記念総合体育館
- 浦和西体育館
- 桜消防署
- 浦和総合流通センター
- 浦和斎場
- 秋ヶ瀬公園
- レッズランド
- 荒川総合運動公園
- 大久保浄水場

※浦和西警察署は中央区にある。

### 浦和区
官公庁・行政機関
- 埼玉県庁
  - 埼玉県議会
  - 埼玉県教育委員会
  - 埼玉県選挙管理委員会
  - 埼玉県警察本部
  - さいたま市警察部本部
- さいたま市役所 - 浦和区役所を併設
- さいたま地方裁判所
- さいたま家庭裁判所
- さいたま簡易裁判所
- さいたま地方検察庁
- さいたま区検察庁
- さいたま拘置支所
- 浦和警察署
- さいたま市消防局本部

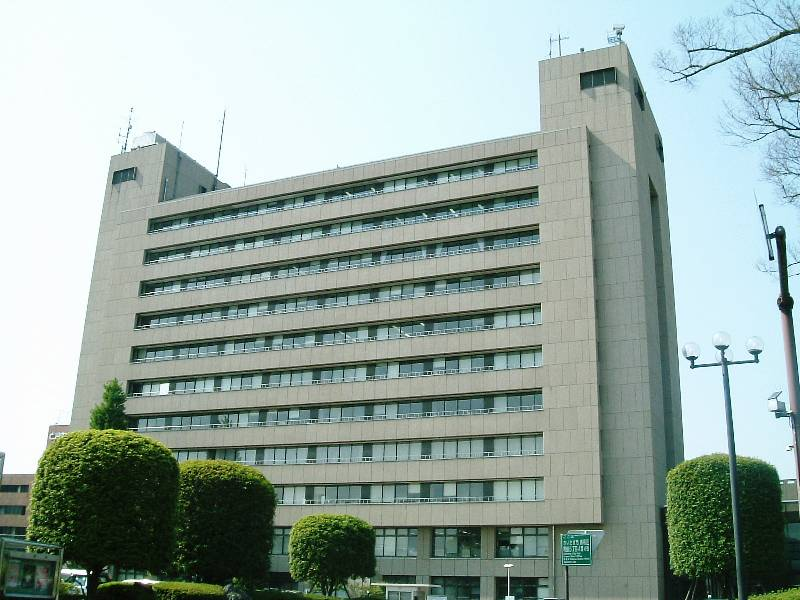
さいたま市役所・浦和区役所

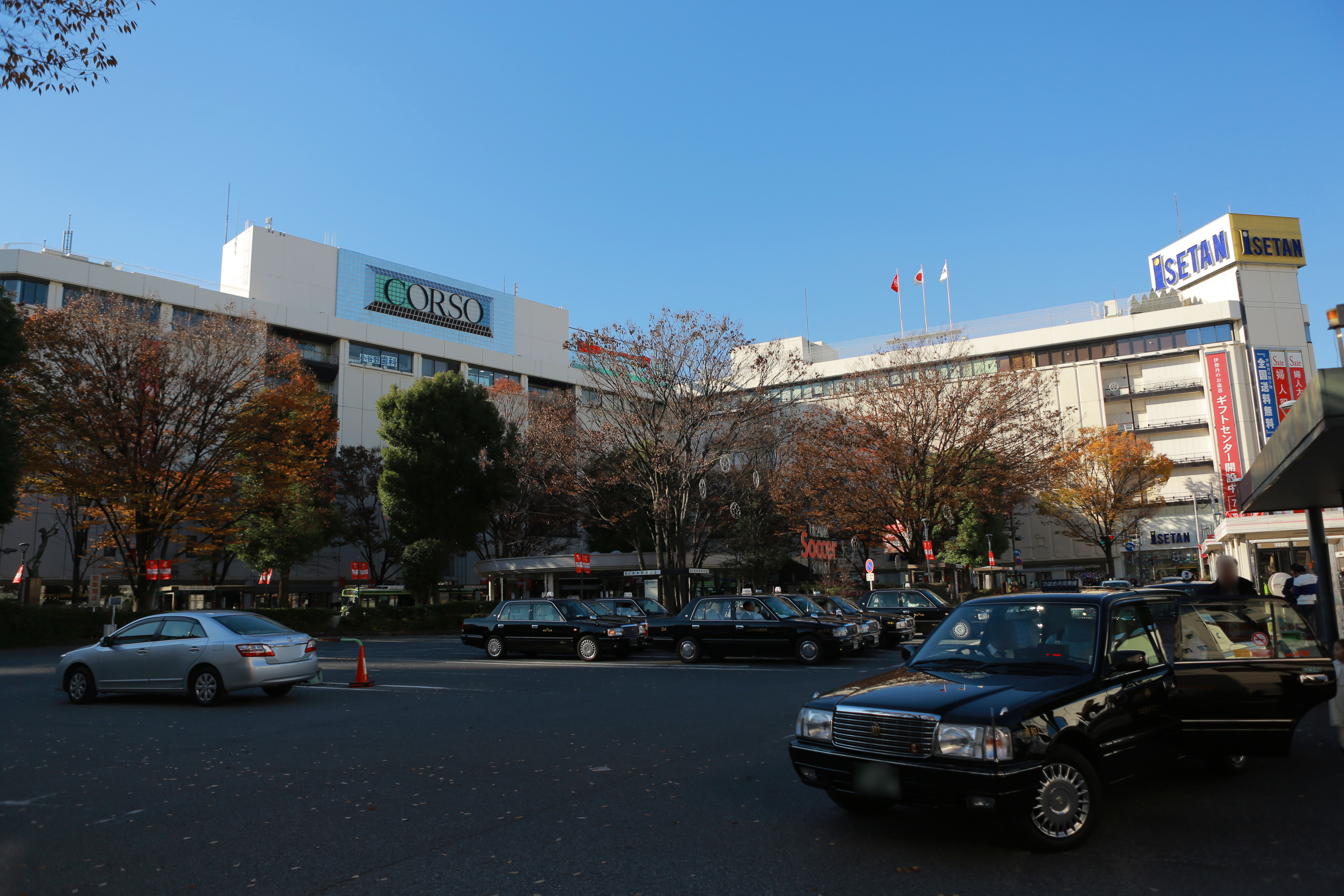
伊勢丹浦和店・浦和コルソ

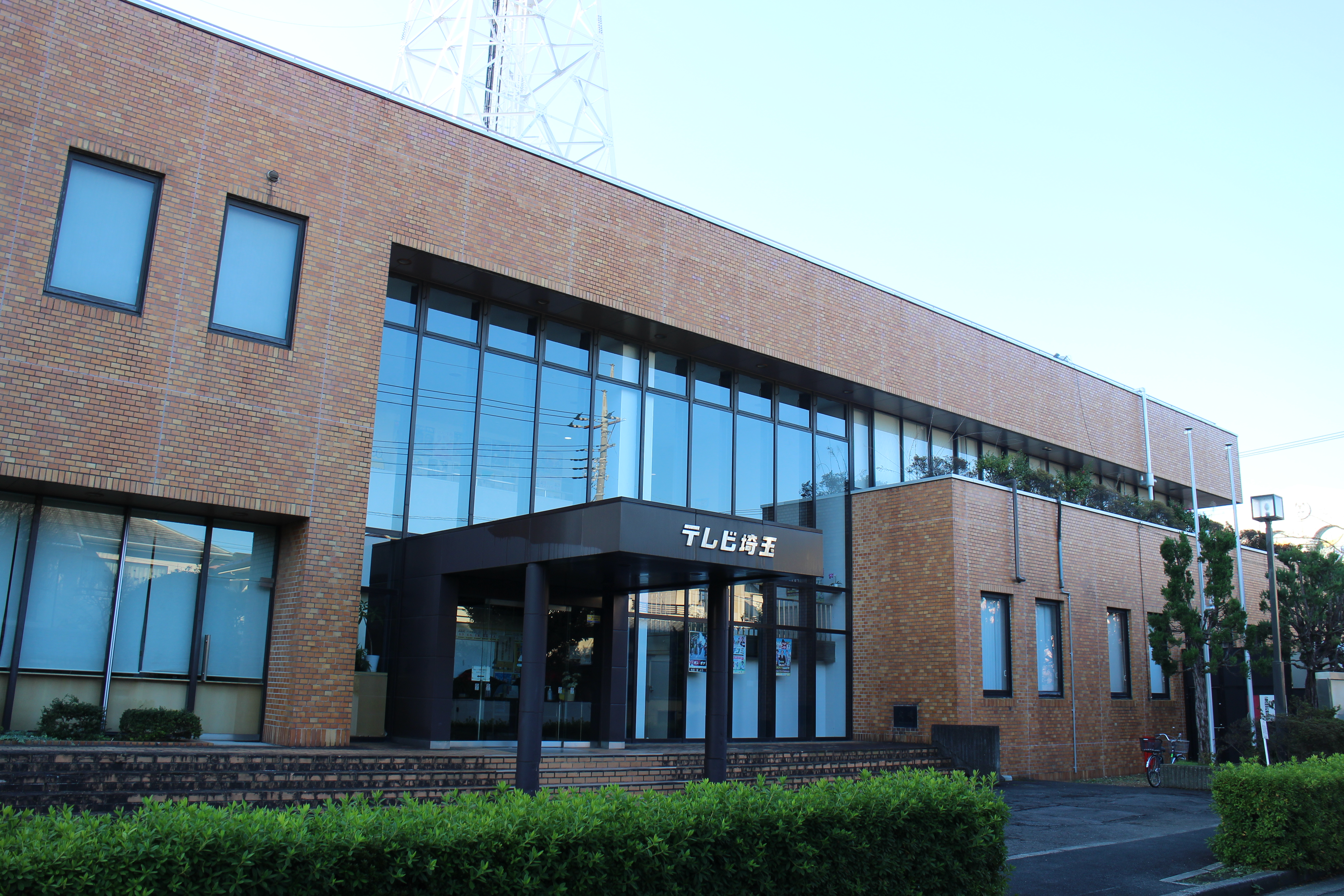
テレビ埼玉

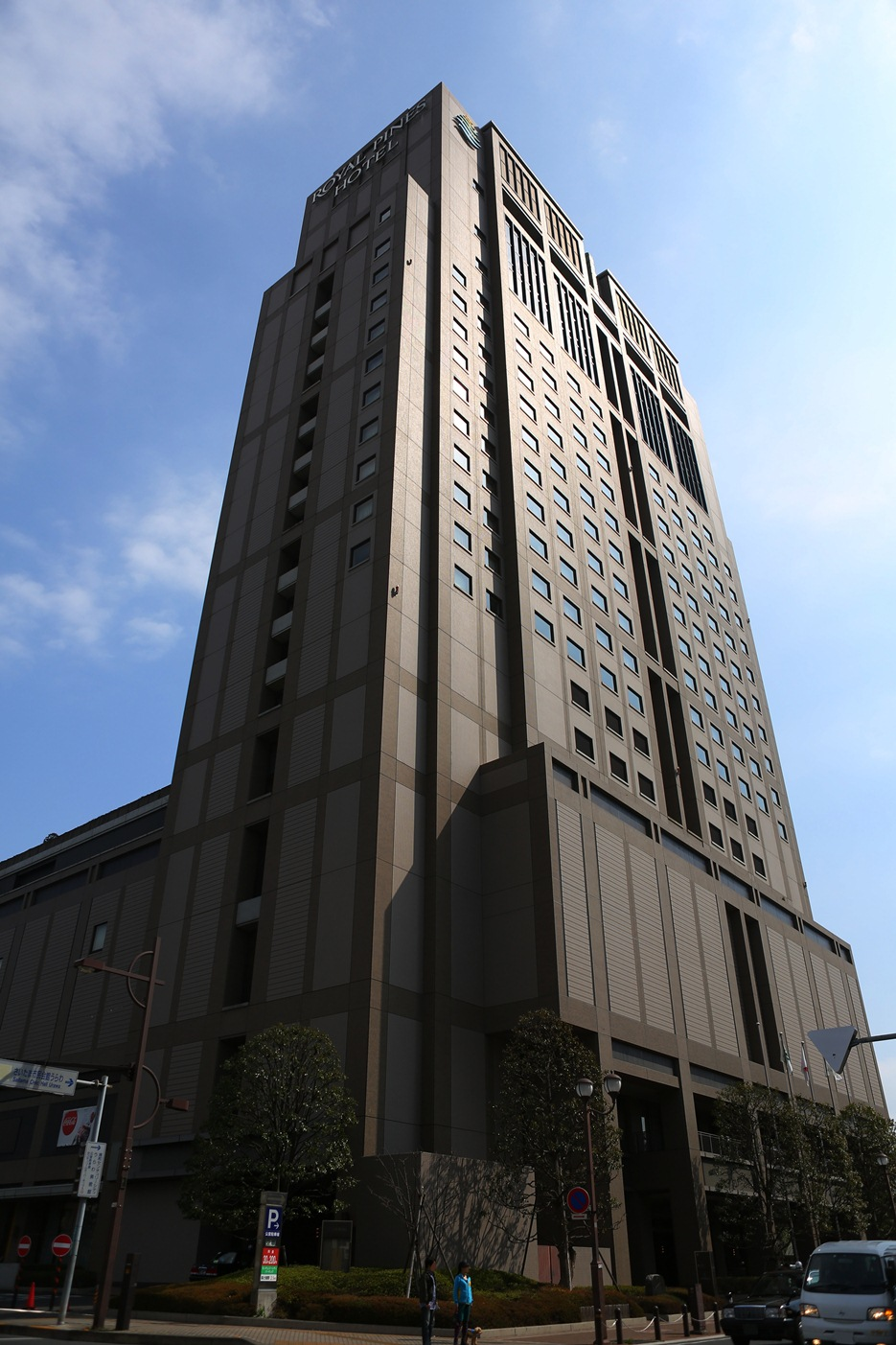
ロイヤルパインズホテル浦和
（浦和センチュリーシティ内）

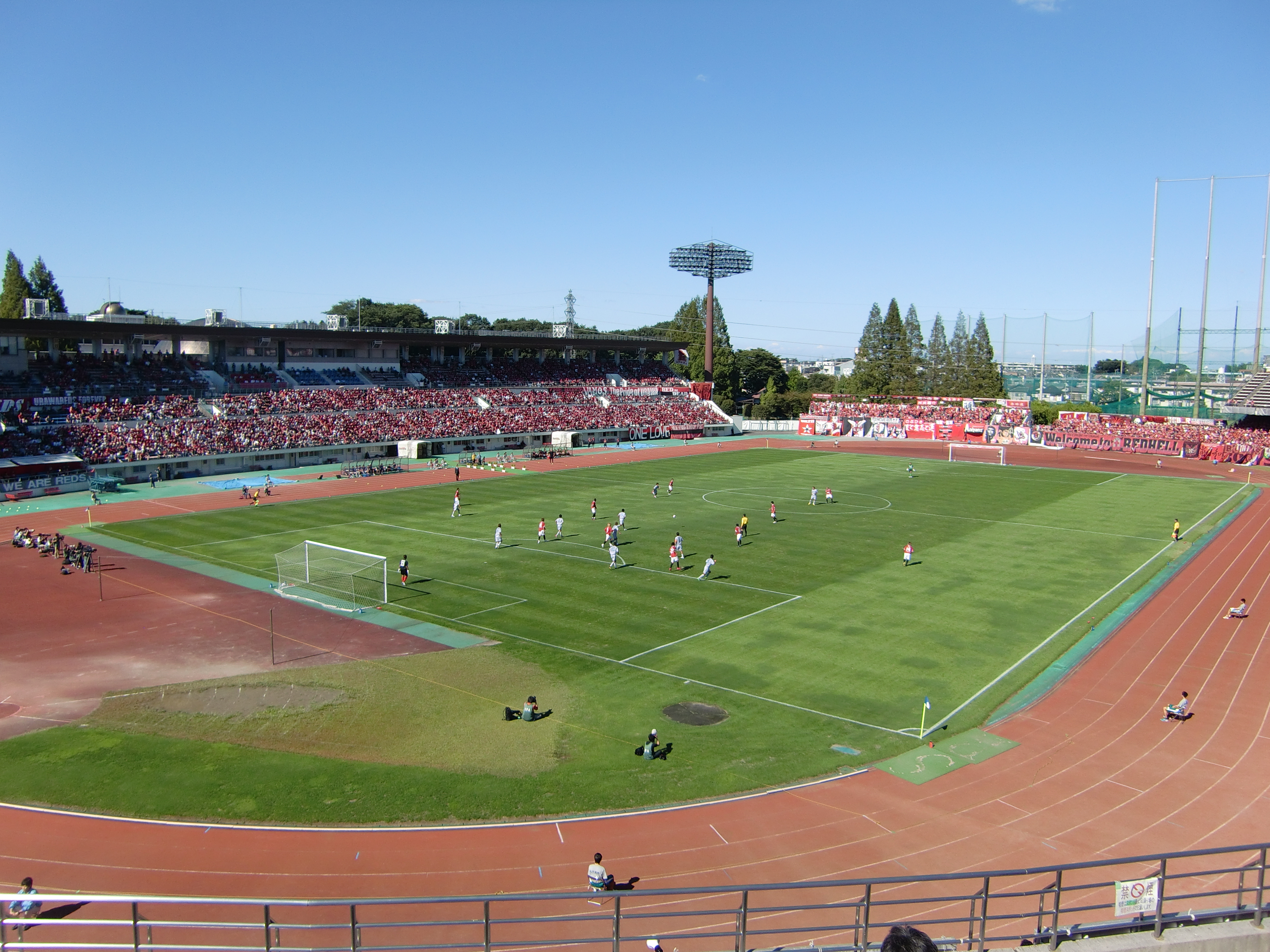
さいたま市駒場スタジアム
（浦和駒場スタジアム）

  - 浦和消防署 - 特別高度救助隊さいたまブレイブハートが配置されている。
- 浦和地方合同庁舎
  - 自衛隊埼玉地方協力本部
- 埼玉県浦和合同庁舎
- 埼玉県危機管理防災センター
- 埼玉県県民健康センター

政党本部
- 自由民主党埼玉県支部
- 国民民主党埼玉県総支部
- 公明党埼玉県本部
- 社会民主党埼玉県連合

文化施設
- 埼玉県立文書館
- 埼玉県立近代美術館
- うらわ美術館
- さいたま市立中央図書館・北浦和図書館
- さいたま市青少年宇宙科学館
- さいたま市民会館うらわ（旧浦和市民会館）
- 埼玉会館

病院
- 埼玉メディカルセンター

銀行
- 埼玉りそな銀行本部、さいたま営業部（旧埼玉銀行本店）

放送局
- NHKさいたま放送局
- テレビ埼玉

商工会議所
- さいたま商工会議所

インフラ
- さいたま市水道局
- NTT東日本-関信越

史跡・公園・スポーツ施設
- 調神社
- 玉蔵院
- 氷川神社
- 北浦和公園
- 常盤公園
- 大原サッカー場
- 駒場運動公園
  - 浦和駒場スタジアム
  - さいたま市駒場運動公園補助競技場
- 浦和駒場体育館
- 浦和総合運動場
- さいたま市営浦和球場

ホテル・商業施設
- 浦和ワシントンホテル
- ロイヤルパインズホテル浦和 - 披露宴会場を備える
- 須原屋本店 - 浦和発祥の老舗書店
- レッドボルテージ
- 伊勢丹浦和店
- 浦和コルソ
- 浦和パルコ
- 浦和アトレ
- イトーヨーカドー浦和店
- 三越浦和

### 南区

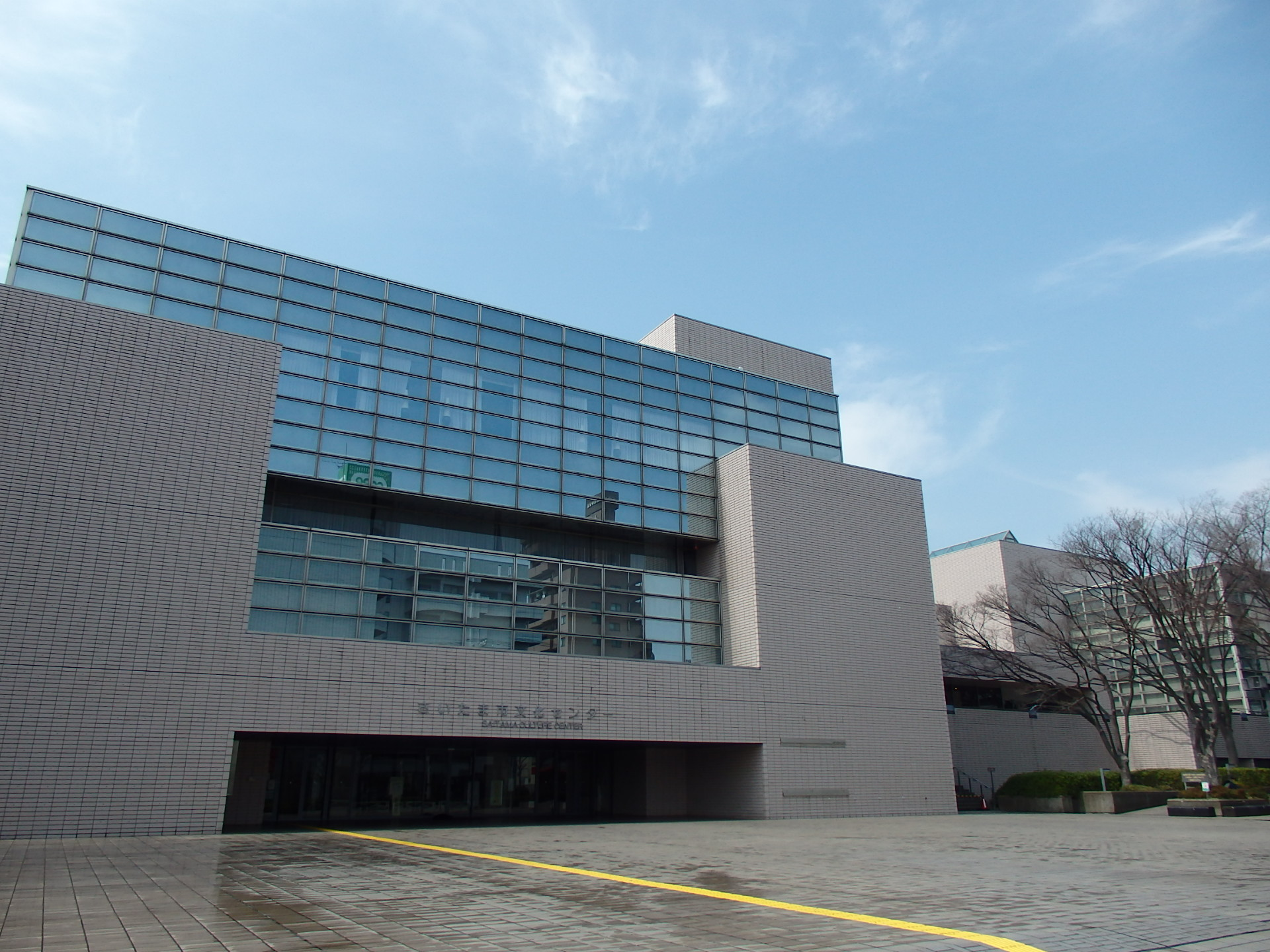
さいたま市文化センター

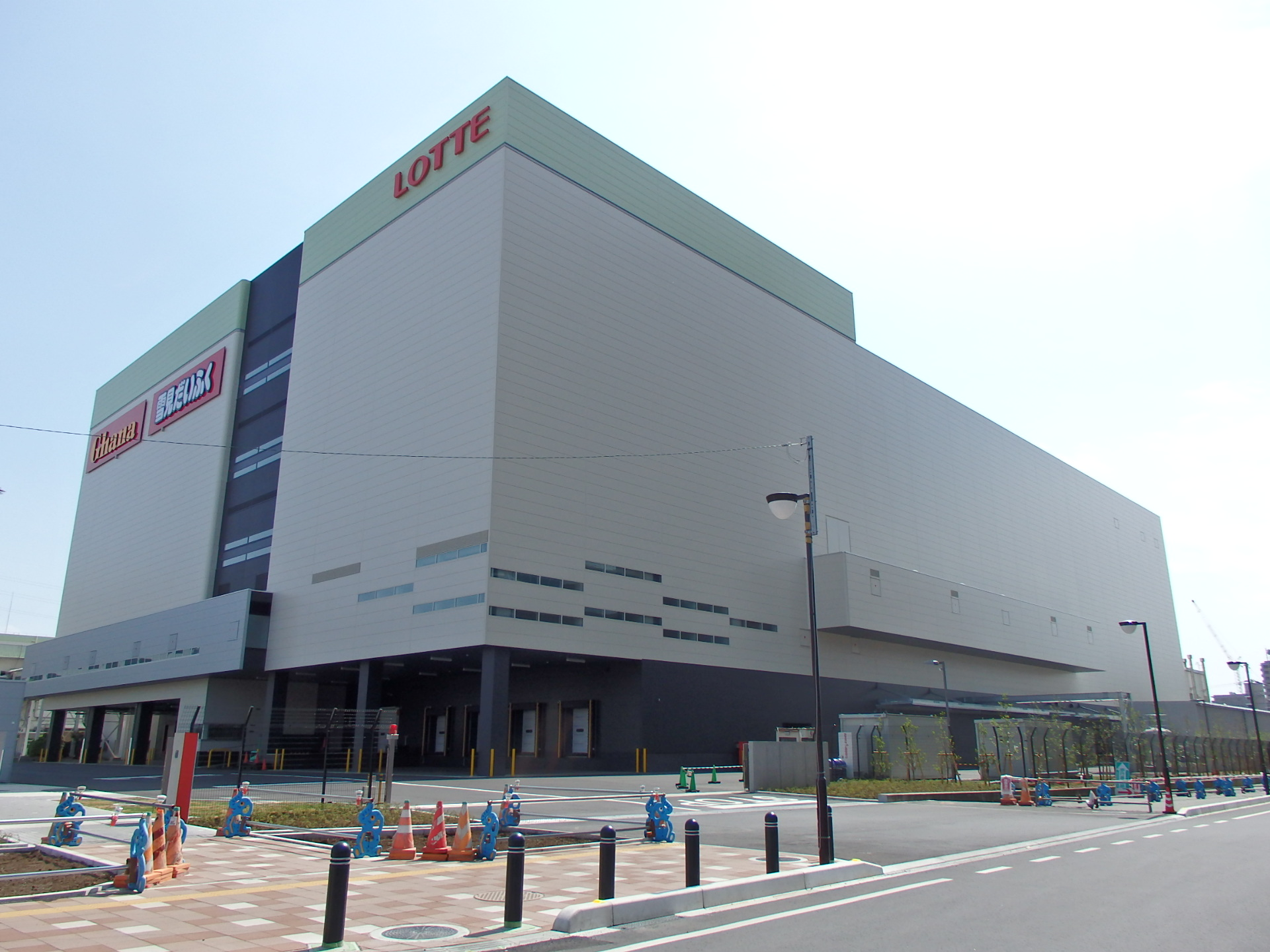
ロッテ浦和工場

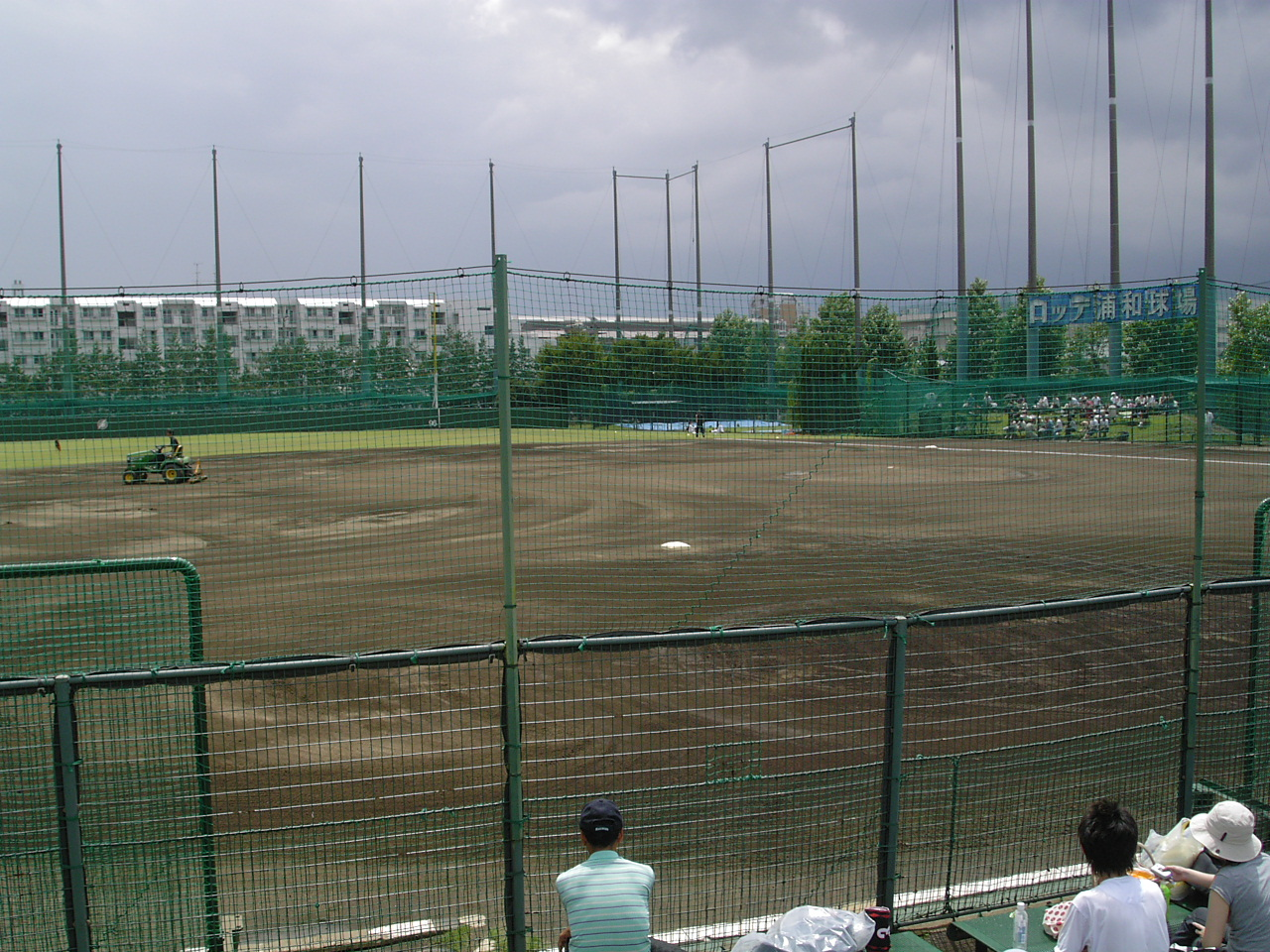
ロッテ浦和球場

- サウスピア - 南区役所、武蔵浦和図書館などの複合施設
- さいたま市文化センター - 南浦和図書館を併設
- さいたま中央郵便局
- ラムザタワー - 2022年5月までは全国生活協同組合連合会の本部が入居していた。現在は大宮区大門町の大宮門街へ移転した。
- 栄光ゼミナール本店
- 丸広百貨店南浦和店
- 武蔵浦和ラーメンアカデミー
- 別所沼公園
- 沼影市民プール
- 彩湖公園
- ロッテ浦和工場
- ロッテ浦和球場 - 千葉ロッテマリーンズの2軍球場
- 浦和競馬場
- 浦和記念公園
- MUSE CITY ザ・ファーストタワー

### 緑区

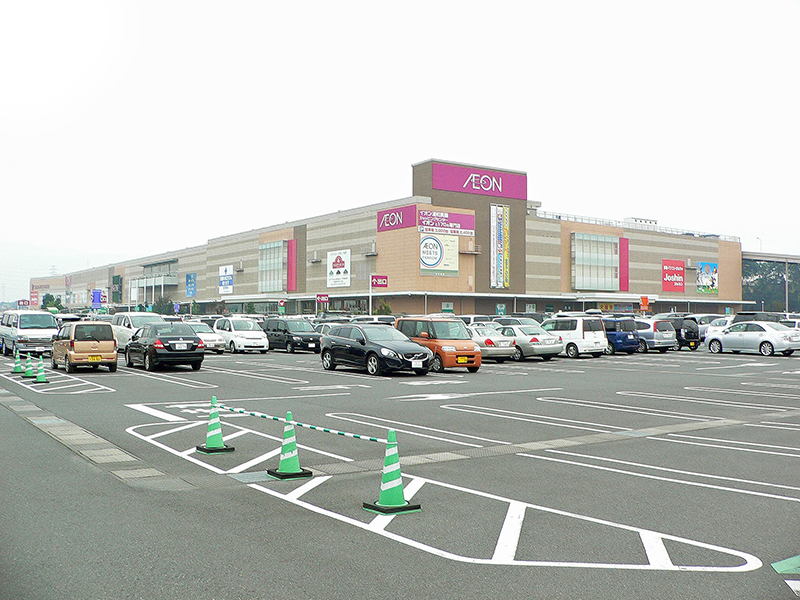
イオンモール浦和美園

- プラザイースト - 緑区役所、東浦和図書館などの複合施設
- さいたま市立病院
- さいたま市浦和くらしの博物館民家園
- 埼玉スタジアム2002
- 慶應義塾大学浦和共立キャンパス
- 浦和大学
- 浦和東警察署
- 緑消防署
- イオンモール浦和美園
- クリーンセンター大崎
- 氷川女体神社
- 大崎公園
- 大間木公園 - さいたま市花火大会の会場となっている。
- 見沼通船堀 - 日本最古の閘門式運河
- 芝川第一調節池

## 浦和にゆかりのある著名人
浦和市#浦和市出身の著名人・埼玉県立浦和高等学校の人物一覧を参照。

## 浦和が登場する作品
- あゝ玉杯に花うけて（佐藤紅緑） - 旧制浦和中学が舞台
- フライパンの歌（水上勉）
- 赤き血のイレブン（梶原一騎）浦和南高校が舞台
- 神々の乱心（松本清張）浦和町の県警察部が登場する。
- 1Q84（村上春樹） - 牛河が浦和の富裕な医者の息子として登場する。
- おおきく振りかぶって（ひぐちアサ）浦和区が舞台の野球マンガ
- エースをねらえ!（山本鈴美香） - 作中の県立西高等学校は浦和西高校がモデル
- 宙のまにまに - 青少年宇宙科学館をモデルとした施設が登場
- 秒速5センチメートル（新海誠）  - 武蔵浦和駅が登場する。
- キャプテン翼（高橋陽一）全国中学生大会の舞台のひとつとして浦和市駒場陸上競技場が登場する。
- 浦和の調ちゃん